# يينغ يونغ
يينغ يونغ (ولد في تشرين ثاني 1957) سياسي صيني وأمين الحزب  الشيوعي الحالي لهوبي، يشغل المنصب منذ شباط 2020. احتل مكانة بارزة منذ عام 2003 في مقاطعة تشجيانغ، وشغل منصب رئيس المحكمة العليا في المقاطعة. شغل منصب رئيس لجنة الحزب لبلدية شنغهاي قبل ان يصبح نائب سكرتير الحزب في شنغهاي. ثم أصبح عمدة شنغهاي في كانون ثاني 2017. وفي 12 شباط 2020، تم تعيين يينغ سكرتير حزب هوبي، ليحل محل  جيانغ تشاوليانغ في الفترة الممتدة 2019-2020 خلال انتشار فيروس كورونا.

## سيرته الذاتية
ولد يينغ في محافظة شيانجو بمقاطعة تشجيانغ بالقرب من مدينة تايتشو. انضم إلى الحزب الشيوعي الصيني في نيسان عام 1979. وهو حائز على شهادات في القانون من جامعة الصين للعلوم السياسية والقانون وجامعة هانغتشو. بدأ حياته المهنية في مقاطعة هوانغيان بمقاطعة تشجيانغ، حيث كان يعمل في مكتب صناعة المقاطعة ومركز الشرطة المحلي. ثم شغل منصب رئيس بلدية مدينة تشينغوان. وبصورة ناجحة، شق طريقه في التسلسل الهرمي البيروقراطي في تايزهو، ترأس  قسم الأمن العام، ثم لجنة الشؤون السياسية والقانونية في زينغفاوي. ثم أصبح قائد الشرطة وقائد زينغفاوي المجاورة لشاوشينغ.
تمت ترقية يينغ إلى حكومة المقاطعة في عام 1995، حيث شغل منصب نائب قائد شرطة المقاطعة، ثم رئيس مكتب المقاطعة لمكافحة المخدرات غير القانونية، وزعيم الجهود المبذولة لمكافحة الإرهاب. في تموز 2003، تمت ترقية يينغ إلى نائب سكرتير لجنة المقاطعة لفحص الانضباط، وبعد عدة أشهراصبح الرئيس المنافس لإدارة الإشراف بالمقاطعة. في ذلك الوقت، كان شي جين بينغ سكرتير الحزب الإقليمي. كما  تم عين المراقبين السياسيين بييغ كعضو في «جيش تشيجيانغ الجديد».
في تشرين الثاني عام  2006، عين يينغ رئيسا للمحكمة العليا لمقاطعة تشجيانغ. وفي كانون الثاني لعام 2008، أصبح يينغ رئيس المحكمة العليا في شنغهاي. في نيسان 2013، تم تعين يينغ  رئيسا لقسم التنظيم في لجنة حزب بلدية شانغهاي، وعضوا في لجنة الحزب الدائمة بالبلدية. في حزيران 2014، عُيَّن نائبا لسكرتير الحزب، للإشراف على شؤون الحزب ومدرسة الحزب في البلدية. في ايلول 2016، نال أيضا على منصب نائب العمدة. كان هذا يعتبر غير عادي إلى حد كبير، حيث لا يشغل نائب سكرتير الحزب مناصب حكومية في الوقت نفسه. لذلك تم تفسير هذه الخطوة على أنها تدريج يينغ ليشغل منصب أعلى، ومن المحتمل أن يكون عمدة مدينة شنغهاي في المستقبل. وفي 20 كانون ثاني 2017، تم انتخاب يينغ يونغ كعمدة لبلدية شانغهاي. كان يينغ أول رئيس بلدية منذ أن قضى تشو رونغ جى معظم حياته المهنية خارج البلدية. لاحظ مراقبون أنه من المرجح أن يكون يينغ مرشحا لمزيد من الترقية. في عام 2017، تم انتخابه كعضو كامل في اللجنة المركزية التاسعة عشرة للحزب الشيوعي الصيني.
كان يينغ مندوا لحزب المؤتمر الثامن عشر، ومندوبا في المؤتمر الشعبي الوطني الحادي عشر والثاني عشر.
في 12 شباط 2020، عين يينغ سكرتير الحزب لهوبي، ليحل محل جيانغ تشاوليانغ خلال اندلاع فيروس كورونا 2019-2020 .